# 오광순
오광순(1964년 7월 17일~)은 조선민주주의인민공화국 양궁 선수로, 1980년 하계 올림픽에 참가했다.